# Lengüeta

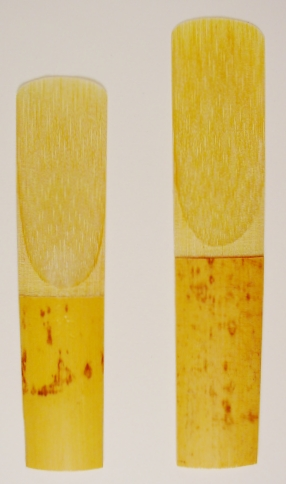
Caña de lengüeta única de un saxofón.

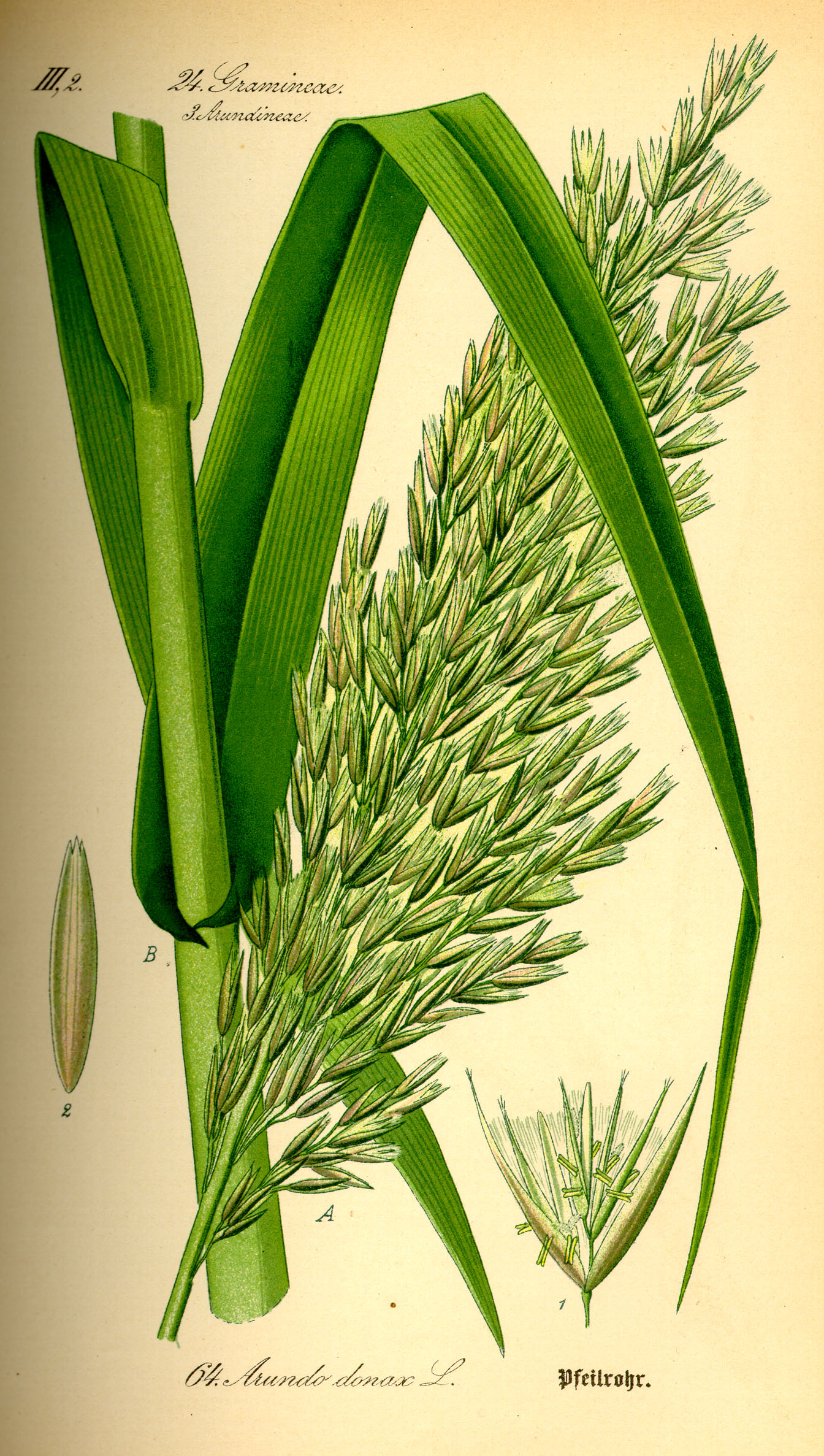
Ilustración de una planta de Arundo donax

Una lengüeta o caña es una tira fina que puede ser de diversos materiales y que por medio del viento que se produce cuando se sopla vibra produciendo un sonido en un instrumento musical. Las cañas de instrumentos de viento-madera se hacen de la caña común (Arundo donax) o de materiales sintéticos; las lengüetas afinadas (como en armónicas y acordeones) se hacen del metal. Pueden ser simples o dobles, y en este caso vibran la una contra la otra.

## Tipología

### Lengüetas simples
Las lengüetas o cañas simples están presentes en varios instrumentos  tradicionales, que suelen ser idioglotas (como las zummaras), y en instrumentos más modernos: en las boquillas de los clarinetes y los saxofones. En el caso de las lengüetas amovibles, tienen un lado plano (el lado trasero) y un lado superior afilado. Son rectangulares en forma a excepción de la punta delgada que vibra, que es curva para adaptarse a la forma de la boquilla. Aunque todas las lengüetas simples tienen esta forma, varían en el tamaño debido a que deben encajar en la boquilla apropiada.
Para el mismo instrumento, diferentes lengüetas producen sonidos con efectos y estilos distintos.  Las cañas varían en su resistencia que depende de muchos factores, como por ejemplo, el fabricante. La resistencia, o dureza de una caña afecta la articulación y la dificultad en producir un sonido lleno. Para medir la dureza de una caña se emplea generalmente una escala del 1 al 5, de la más suave a la más dura. Una buena caña produce un sonido ligero después de ser tocada por un rato mientras que cañas malas pueden producir un buen sonido inmediatamente y se desgastan deprisa.

### Lengüetas dobles

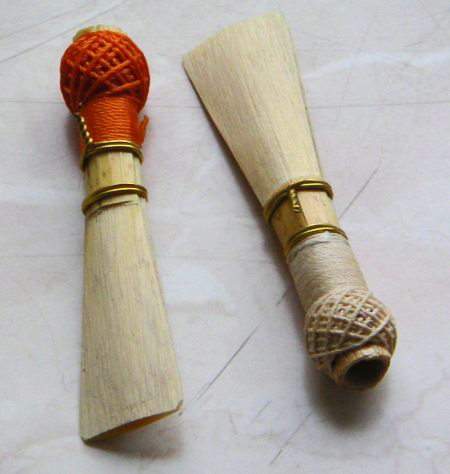
Cañas de fagot

Las cañas dobles o de doble lengüeta producen un sonido muy diferente de las cañas únicas, como la gaita, el oboe, el corno inglés, el fagot, la dulzaina y algunos órganos.

## Materiales
Se pueden encontrar cañas de diferentes tamaños, marcas y materiales, pueden ser de caña, de metal, incluso de plástico; esta diversidad provoca que cada músico dependiendo de su actividad pueda elegir el material que más funcione. Ej: las sintéticas tienen un sonido más potente como para una banda; por el contrario, las de caña tienen un sonido más fino y dulce perfecto para una orquesta.